# Sura Goldfajn
Pour les articles homonymes, voir Goldfajn.
Sura Goldfajn, née Feldman le 19 novembre 1912 à Radom en Pologne et morte en juillet 1942 à Auschwitz, est une femme juive, d'origine polonaise, arrêtée lors de la rafle du Vel d’Hiv le 16 juillet 1942 et internée à Drancy, puis déportée à Auschwitz.

## Biographie
Sura Feldman est née le 19 novembre 1912 à Radom en Pologne,. Elle est la fille de Berek Feldman et de Chana Feldman. Berek Feldman est né le 1er janvier 1874 en Pologne et est mort à  Auschwitz en juillet 1943. Chana Feldman (Gluzman) est née en 1877 à Radom en Pologne et est morte aux alentours de janvier 1925 à Radom en Pologne d'un cancer.
Elle habite au 2, passage Maslier dans le 19e arrondissement de Paris, avec son époux Jakob Goldfajn et leurs deux enfants, Daniel Goldfajn, né le 5 mai 1935 et Georges Goldfajn né en 1937.	
Jakob Szulim Goldfajn est né le 5 mars 1913 à Varsovie en Pologne et meurt le 6 septembre 1990 à Dreux en Eure-et-Loir. Il se remarie après la Seconde Guerre mondiale avec Gitla Ginette Birenbaum, née le 3 février 1909 à Radom en Pologne et morte le 24 juillet 1977 à Dreux en Eure-et-Loir.  

### Seconde Guerre mondiale
Sura Goldfajn est recensée le 25 avril 1940. Elle habite ensuite à Rahay (Sarthe) fin août 1940, puis retourne à Paris le 10 septembre 1940.

#### Arrestation et déportation
Sura Golfajn est arrêtée lors de la rafle du Vel d’Hiv le 16 juillet 1942 et internée à Drancy. Elle est déportée par le convoi n° 11, en date du 27 juillet 1942, de Drancy vers Auschwitz, avec sa sœur Cypora Ajzenberg. Elles arrivent à Auschwitz le 29 juillet 1942. 
Cypora Feldman est née le 1er janvier 1907 à Radom en Pologne. Elle épouse Raphael Ajzenberg, né le 9 juin 1904 à Zwoleń en Pologne. Il est déporté par le convoi numéro 4, en date du 25 juin 1942, de Pithiviers vers Auschwitz. Leur dernière adresse est au 56, boulevard de la Chapelle dans le 18e arrondissement de Paris.

## Mémoire
Son nom figure sur le Mémorial des Déportés de la Sarthe inauguré le 28 avril 2019 au Mans. 